# Розолино, Массимилиано
Массимилиа́но Эдгар Розоли́но (итал. Massimiliano Edgar Rosolino; род. 11 июля 1978, Неаполь) — итальянский пловец, чемпион Олимпийских игр 2000 года, двукратный чемпион мира, многократный чемпион Европы.

## Спортивная биография
Массимилиано Розолино родился в Неаполе, где и начал в 6 лет тренироваться в секции плавания. Юный Розолино отличался огромным упорством на тренировках и результаты не заставили себя ждать. Уже в 16 лет тренеры сборной Италии по плаванию взяли Массимилиано на первый в его жизни чемпионат Европы в Вене. Розолино поставили на первый этап эстафеты 4×200 метров вольным стилем. Розолино показал хороший результат, а сборная в итоге стала бронзовым призёром. После этого ни один чемпионат Европы не заканчивался без появления на пьедестале Массимилиано Розолино. Всего же на счету итальянца 14 золотых, 16 серебряных и 11 бронзовых медалей, как в 50-метровых бассейнах, так и на короткой воде.
Чемпионаты мира также серьёзно пополнили медальную копилку Розолино. Но чемпионом мира на длинной воде, как и на короткой, у Массимилиано получилось всего по разу, но при этом он является обладателем 13 медалей серебряного и бронзового достоинства первенств мира в разных бассейнах.
На свои первые Олимпийские игры Розолино отправился в восемнадцатилетнем возрасте и установил интересное достижение. На всех своих трёх дистанциях (200 м, 400 м, эстафета 4×200 м вольным стилем) он занял 6-е место. На следующих играх в Сиднее Розолино заявился на пять дистанций, две из которых были эстафеты. В индивидуальных соревнованиях итальянец собрал весь комплект олимпийских медалей, уступая только героям игр австралийцу Иану Торпу и голландцу Питеру ван ден Хогенбанду. В эстафетах сборная с Розолино в составе оба раза останавливались рядом с пьедесталом, занимая 4-е и 5-е место. На играх в Афинах Массимилиано дополнил свои награды медалью в эстафете 4×200 метров вольным стилем, а в индивидуальных он уже не смог на равных бороться с австралийцами и американцами. Лучшим результатом стало пятое место на дистанции 400 метров вольным стилем. На Олимпийские игры в Пекине Розолино ехал с надеждой завоевать ещё одну олимпийскую медаль в эстафете, поскольку в личных ему уже тяжело было конкурировать с более молодыми спортсменами (в итоге ни на одной из дистанций итальянец не смог пробиться даже в финал). Предварительные заплывы итальянцы закончили со вторым временем, но в финале оказались лишь четвёртыми.
Массимилиано Розолино является самым титулованным итальянским пловцом. На его счету более 60 медалей разного достоинства мировых и европейских соревнований.

## Личная жизнь
Женат на итальянской балерине русского происхождения Наталье Титовой, с которой познакомился во время итальянской версии реалити-шоу Танцы со звёздами. 16 июля 2011 года родилась дочка София.

## Государственные награды
- Командор ордена «За заслуги перед Итальянской Республикой» — 3 октября 2000 года
- Кавалер ордена «За заслуги перед Итальянской Республикой» — 25 июля 2000 года